# Magny-en-Vexin
Magny-en-Vexin is een Franse gemeente in het departement Val-d'Oise. Magny-en-Vexin telde op 1 januari 2022 5.755 inwoners. Het ligt in het parc naturel régional du Vexin français.

## Geschiedenis
Voor Magny-en-Vexin ontstond lagen hier achtereenvolgens een Gallisch dorp en een Gallo-Romeinse vicus. Mogelijk was dit de halteplaats Petromentalum op de Romeinse weg tussen Parijs en Rouen. In de 11e eeuw werd de plaats Magniacum genoemd. In 1498 kreeg het dorp van koning Lodewijk XII het recht om twee jaarmarkten te organiseren. In de eerste helft van de 16e eeuw werd Magny een baljuwschap en kreeg het een stadsmuur. Tijdens de 17e eeuw vestigden zich verschillende kloosterorden in Magny in het kader van de contrareformatie. 
De voormalige gemeenten Blamécourt et Arthieul werden aangehecht bij Magny-en-Vexin.

## Geografie
De onderstaande kaart toont de ligging van Magny-en-Vexin met de belangrijkste infrastructuur en aangrenzende gemeenten.

## Demografie
Onderstaande figuur toont het verloop van het inwonertal, bron: INSEE-tellingen. 

## Bezienswaardigheden
De voormalige stadsmuur is afgebroken. Aan de ingang van het dorp herinneren twee pilaren aan de voormalige stadspoort Porte de Paris. De kerk Notre-Dame-de-la-Nativité is gebouwd in gotische stijl.

## Websites
- Informatie over Magny-en-Vexin
- (fr)  Statistische informatie op de website van INSEE